# Powiat Akkeshi
Powiat Akkeshi (jap. 厚岸郡 Akkeshi-gun) – powiat w Japonii, w prefekturze Hokkaido, w podprefekturze Kushiro. W 2024 roku liczył 13 432 mieszkańców.

## Miejscowości
- Akkeshi
- Hamanaka